# Cronologia da Reconquista Portuguesa
Cronologia dos principais acontecimentos da Reconquista associados exclusivamente a Portugal, desde a fundação do Condado Portucalense em 868 e o fim da conquista do Algarve em 1249.

## Condado Portucalense 868-1140
- 868 – Presúria de Vímara Peres. É fundado o Condado Portucalense
- 872 – O Conde Odoário conquista Chaves.
- 878 – Conquista de Coimbra. Fundação do Condado de Coimbra.
- 981 – 15ª Campanha de Almançor
- 986 – 26ª Campanha de Almançor
- 987 – 28ª Campanha de Almançor. Perda de Coimbra.
- 995 – 46ª Campanha de Almançor
- 997 – 48ª Campanha de Almançor.
- 1009 – Estala a guerra-civil no Califado de Córdova, que se fragmentará em vários emirados ou reinos taifa.
- 1028 – Cerco a Viseu imposto por Afonso V de Leão, que morre na acção.
- 1034 – Conquista de Montemor-o-Velho pelo rei Fernando Magno de Leão.
- 1035 – Batalha de Cesar.
- 1055 – Conquista de Seia e Gouveia pelo rei Fernando Magno de Leão.
- 1057 – Conquista de Lamego por Fernando Magno de Leão.
- 1058 – Conquista de Viseu por Fernando Magno de Leão.
- 1064 – Conquista definitiva de Coimbra por Fernando Magno de Leão.
- 1093 – Conquista de Santarém, Lisboa e Sintra.
- 1094 – Perda de Lisboa e Sintra. Cerco de Santarém.
- 1102 – Batalha de Arouca.
- 1110 – Batalha de Vatalandi
- 1111 – Santarém tomada pelos Almorávidas.
- 1117 – Cerco Almorávida a Coimbra.
- 1128 – Doação de Soure aos Templários.
- 1129 – Doação de Almourol aos Templários.
- 1135 – Fundação de Leiria
- 1136 – Conquista de Ourém.
- 1137 – Destruição de Leiria pelos Almorávidas
- 1139 – Batalha de Ourique.

## Reino de Portugal 1140-1249
- 1140 – Destruição de Leiria. Batalha de Trancoso
- 1142 – Cerco falhado a Lisboa.[1] Refundação de Leiria.
- 1147 – Conquista definitiva de Santarém. Conquista de Lisboa, de Sintra, Almada e Palmela. Ataque falhado a Alcácer do Sal.
- 1148 – Conquista de Óbidos, Alenquer, Abrantes, Porto de Mós, Torres Novas, Torres Vedras.
- 1151 – Ataque a Alcácer do Sal.
- 1152 – Ataque a Alcácer do Sal.
- 1157 – Ataque a Alcácer do Sal.
- 1158 – Conquista de Alcácer do Sal.
- 1159 – Conquista de Beja.
- 1161 – Batalha de Alcácer do Sal. Abandono de Beja.
- 1162 – Reconquista de Beja.
- 1165 – Conquista de Sesimbra. Batalha de Palmela. Conquista de Palmela. Tomada de Évora por Geraldo Sem Pavor.
- 1166 – Conquista de Coruche, Montemor-o-Novo, Arronches, Elvas, Odemira.
- 1167 – Conquista de Monsaraz. Conquista de Noudar por Gonçalo Mendes da Maia, "o Lidador".
- 1169 – Cerco de Badajoz.
- 1170 – Perda de Juromenha.
- 1171 – Cerco de Santarém.
- 1173 – Perda de Beja.
- 1178 – Fossado de Triana.
- 1179 – Cerco de Abrantes
- 1180 – Batalha naval do Cabo Espichel
- 1181 – Cerco de Évora. Destruição de Coruche.
- 1182 – Refundação de Coruche. Fossados portugueses no Andaluz.
- 1183 – Fossados portugueses no Andaluz.
- 1184 – Cerco de Santarém imposto pela califa Almóada Abu Iacube Iusuf, que morre na acção.
- 1186 – Doação de Alcácer do Sal à Ordem de Santiago.
- 1189 – Conquista de Silves por D. Sancho I
- 1190 – Campanha militar almóada de grande envergadura. Cerco de Silves. Cerco de Tomar. Destruição de Torres Novas. Perda de Marvão.
- 1191 – Segunda campanha militar almóada de grande envergadura. Perda de Silves, Serpa Alcácer do Sal, Palmela, Coina, Almada, Abrantes. Destruição de Leiria. Ataque a Coimbra.
- 1195 – Batalha de Alarcos. Tomam parte voluntários portugueses.
- 1199 – D. Sancho I doa a Herdade da Açafa aos Templários.
- 1200 – Fundação de Benavente.
- 1201 – Conquista definitiva de Palmela e Sesimbra.
- 1211  – D. Afonso II doa Avis aos Cavaleiros de Évora.
- 1212 – Batalha de Navas de Tolosa. Tomam parte voluntários portugueses.
- 1217 – Conquista definitiva de Alcácer do Sal, Santiago do Cacém, Borba, Veiros e Vila Viçosa.
- 1219 – Trégua com os almóadas.
- 1225 – Fossados portugueses no Andaluz. Travada uma batalha entre os portugueses e almóadas perto de Sevilha.
- 1226 – Cerco mal sucedido a Elvas.
- 1228 – Fossados portugueses no Andaluz.
- 1230 – Conquista definitiva de Elvas e Juromenha.
- 1232 – Conquista definitiva de Moura, Serpa e Beja.
- 1234 – Conquista de Aljustrel e Alvito pela Ordem de Santiago.
- 1235 – Conquista definitiva de Arronches.
- 1238 – Conquista de Mértola, Alcoutim e Aiamonte.[2]
- 1238 – Conquista de Cacela Velha pela Ordem de Santiago.[2]
- 1248 – Conquista de Sevilha pelo rei Fernando III de Castela. Tomam parte na acção voluntários portugueses.
- 1249 – Conquista de Faro, Porches, Albufeira, Loulé, Aljezur. Fim da Reconquista portuguesa na Península Ibérica.[2]